# Castillo Kitanosho
El Castillo Kitanosho (北圧城 Kitanosho-jō?) fue un castillo japonés del tipo hirashiro localizado en la prefectura de Fukui en Japón.
El castillo sólo estuvo en pie durante escasos 8 años y al día de hoy existen muy pocos registros de él. El castillo fue construido por Shibata Katsuie en 1575 y se sabe que el tenshu o castillo principal tenía nueve pisos de altura, lo que lo convertiría en el más alto de su época.
En 1583, debido a la derrota de sus aliados y gran parte de su ejército durante la Batalla de Shizugatake, Katsuie decidió replegarse al castillo y le pidió a su esposa Oichi que huyera junto con sus tres hijas pero ella se negó, por lo que Katsuie y Oichi decidieron cometer seppuku después de incendiar el castillo, por lo que este quedó completamente destruido.
Las tres hijas de Oichi que pudieron escapar del castillo son famosas por casarse con hombres influyentes de la época. Estas fueron:
- Chacha o Yodogimi, segunda esposa de Toyotomi Hideyoshi y madre del heredero de Hideyoshi, Hideyori.
- Ohatsu, esposa del daimyō Kyogoku Takatsugu.
- Oeyo, o Sūgen'in, esposa del segundo shogun Tokugawa, Hidetada y madre de sus sucesor Iemitsu.

Algunas pocas piedras de lo que fueron los fundamentos de la fortaleza fueron descubiertos después de una serie de excavaciones arqueológicas y están abiertas al público.